# Wettkampftauglichkeit
Wettkampftauglichkeit (auch Wettkampffähigkeit) bezeichnet die Eignung von Personen der unterschiedlichen Alters- und Leistungsklassen zur Teilnahme an sportlichen Wettbewerben. 
Der Begriff der Wettkampftauglichkeit bedeutet andererseits auch die Eignung von Sportplätzen, Sporthallen, Schwimmbädern, Schießsportanlagen, Anlagen des Wintersports (Loipen, Abfahrtsstrecken, Sprungschanzen) und entsprechenden Sportgeräten für die Durchführung sportlicher Wettkämpfe.

## Wettkampftauglichkeit von Sporttreibenden
Für die Teilnahme an sportlichen Wettkämpfen wird allgemein eine ärztliche Untersuchung der gesundheitlichen Eignung des Sporttreibenden mit Bescheinigung bzw. Testierung im Sportausweis bzw. Startpass verlangt.  
Die Sportverbände geben in ihren Wettkampfregeln je nach Anspruch der entsprechenden Sportart bestimmte Anforderungen an die ärztliche Untersuchung vor. Derartige Untersuchungen sind allgemein einmal jährlich zu erbringen. Bei besonders beanspruchenden Sportarten (Kampfsport, Rasanzsportarten, Motor- und Flugsport u. ä.) oder hoher Wettkampfdichte können auch häufigere Untersuchungen verlangt werden. Hier werden auch unmittelbar vor dem Wettkampf Vorstartkontrollen durchgeführt.
Im Falle gesundheitlicher Besonderheiten sind spezielle sportmedizinische und fachärztliche Kenntnisse und Erfahrungen bei der Attestierung der Wettkampffähigkeit erforderlich.

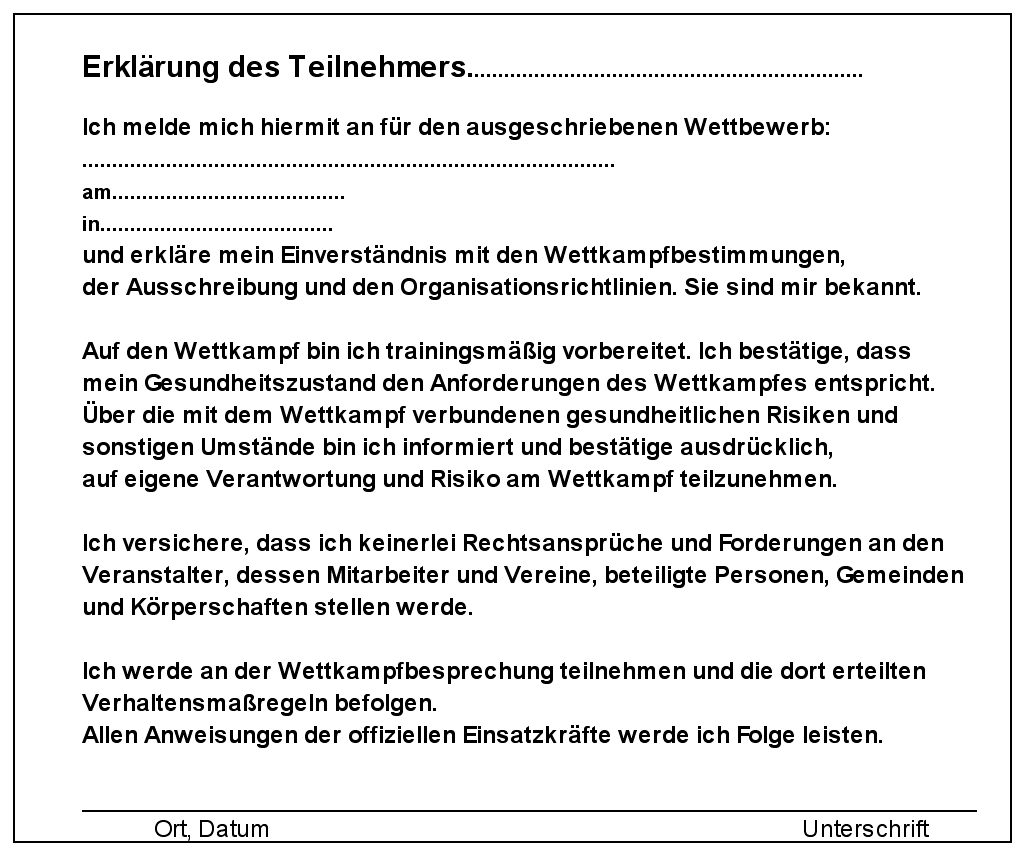
Erklärung für Wettkampfteilnahme (Breitensportveranstaltung)

 Die Erteilung der Wettkampftauglichkeit kann allgemein bei Erfüllung folgender Kriterien als unbedenklich angesehen werden:
- mindestens drei Monate zielgerichtetes Training
- keine Beschwerden bei der Ausübung der betreffenden Sportart
- keine wesentlichen Abweichungen von den Normwerten

Bei Massensportwettbewerben kann auch vom Veranstalter die Abgabe einer schriftlichen Teilnehmererklärung hinsichtlich der gesundheitlichen Verfassung und einer angemessenen trainingsmäßigen Vorbereitung verlangt werden.
Als Hauptrisiken einer wettkampfmäßigen Betätigung müssen in Rechnung gestellt werden:
- bestimmte gesundheitliche Einschränkungen
- unzureichender Trainingszustand bzw. mangelnde Vorbereitung
- unangemessene Zielsetzung
- schwierige Bedingungen (Gelände, Witterung, Klima, Höhenlage)

## Wettkampftauglichkeit von Sportstätten und -geräten
Die Anforderungen an Sportstätten und Sportgeräte für die Durchführung von Sportwettkämpfen sind in den Regelwerken der Sportverbände detailliert vorgegeben. 
Für den Sportstättenbau gelten festgelegte DIN-Normen wie die DIN 18032 für Sporthallen, die DIN 18035 für Sportplätze und die DIN 18036 für Eissportanlagen. Eignung, Erhaltung und hygienischer Zustand insbesondere vor bedeutenden Wettkämpfen sind regelmäßigen Kontrollen zu unterziehen.